# Michlalah Jerusalem College for Women
Le Michlalah Jerusalem College for Women (connue aussi comme La Michlalah est une institution juive orthodoxe destinée aux jeunes filles fondée par le rabbin Yehuda Cooperman, à Jérusalem, en Israël.

## Histoire
Le Michlalah Jerusalem College for Women, est fondé en 1964 par le rabbin Yehuda Cooperman à Jérusalem, en Israël. La Michlala est située dans le quartier de Bayit VeGan

## Étudiantes de l'Étranger
Pour les étudiantes de l'Étranger, il existe The Linda Pinsky (ע"ה) School for Overseas Students (Machal).